# Karel Gerlich
Karel Gerlich (5. března 1905 Přerov – 20. listopadu 1944 Brno) byl český soudce, soudní rada československého Nejvyššího soudu, a docent civilního soudního řízení na Právnické fakultě Masarykovy univerzity.

## Život
Absolvoval české státní gymnázium v Přerově a brněnskou právnickou fakultu, kde v roce 1928 získal titul doktora práv. Poté vstoupil u Krajského soudu v Brně do přípravné soudcovské služby a o dva roky později složil soudcovské zkoušky. Působil nejdříve jako sekretář u Nejvyššího soudu a zároveň zahájil svou akademickou dráhu, roku 1933 se na své alma mater habilitoval a pravidelně zde v oboru civilního soudního řízení přednášel. Téhož roku se oženil s Marií, roz. Javůrkovou. V roce 1939 bylo zahájeno jeho jmenování mimořádným profesorem, ale k tomu již vzhledem k uzavření českých vysokých škol nedošlo. Proto se začal plně věnovat justici, v letech 1940–1941 soudil u brněnského krajského soudu a poté až do své předčasné smrti působil jako soudní rada zpátky u Nejvyššího soudu.
Kromě své justiční a vědecké dráhy byl jednatelem Právnické jednoty moravské a společně s profesorem Sedláčkem založili Společnost pro mezinárodní právní ochranu mládeže. Jistou zajímavostí je, že vytvořil metodiku pro účely výpočtu výživného, která spočívala v tom, že otci připadly z jeho čistého příjmu vždy tři díly a poté po jednom dílu každému, koho měl povinnost vyživovat, a která byla jako tzv. „Gerlichova metoda výpočtu výživného“ používána v soudní praxi ještě dlouhá léta poté. Zahynul společně s dalšími osmi soudci a jinými pracovníky Nejvyššího soudu 20. listopadu 1944 při druhém americkém leteckém náletu v sutinách protileteckého krytu v paláci Morava, kde bylo tehdy umístěno detašované pracoviště soudu.

## Dílo
Patřil mezi přívržence normativní teorie. Kromě řady článků v odborných časopisech samostatně vydal:
- Alimentační zákon československý (1931)
- Rozhodčí řízení v občanských rozepřích právních (1932)
- Příruční sbírka justičních zákonů platných v zemích České a Moravskoslezské (1933, dodatky 1935, 1937 a 1940)
- Rozvod, rozluka, alimenty (1934)
- Skutkové zjištění a právní posouzení v řízení soudním (1934)
- Soudní řízení ve věcech manželských (1939)
- Soudní určení rodového a pokrevního původu (1941)